# Giardino Botanico Santicelli
A Giardino Botanico Santicelli botanikus kert, Olaszországban calabriai, Soverato, városban található. Látogatható a melegebb hónapokban szinte minden nap.

## Érdekességek
A kertet 1980-ban alapították egy korábban hasznosítatlan területen 50 m tengerszint feletti magasságban a Squillacei-öbölben. Megtalálható itt több mint 1000 féle mediterrán és egzotikus növény. Érdekesség, hogy itt a második világháborús légvédelmi állásokat összekötő alagutak is megtekinthetőek.

## Lásd még
- Botanikus kert

## Fordítás
- Ez a szócikk részben vagy egészben  a   Giardino Botanico Santicelli című angol Wikipédia-szócikk ezen változatának fordításán alapul.  Az eredeti cikk szerkesztőit annak laptörténete sorolja fel. Ez a jelzés csupán a megfogalmazás eredetét és a szerzői jogokat jelzi, nem szolgál a cikkben szereplő információk forrásmegjelöléseként.